# Prionodiaptomus incarum
Prionodiaptomus incarum is een eenoogkreeftjessoort uit de familie van de Diaptomidae. De wetenschappelijke naam van de soort is voor het eerst geldig gepubliceerd in 2004 door Cicchino, Santos-Silva & Zoppi de Roa.